# 山梨市
山梨市（日语：／ Yamanashi shi */?）為山梨縣東部的市。是個「水果王國」。不僅出產著名的葡萄、連水蜜桃、李子都高居日本產量第一。且擁有桃花景致的勝地。
在全日本共有三個城市以縣名作為市名，但卻不是該縣縣廳所在地，本市即為其中之一，另外兩個是：栃木市和沖繩市。

## 沿革
- 2005年3月22日 - （舊）山梨市、東山梨郡牧丘町、三富村合併，山梨市誕生。

## 教育

### 高等学校
- 山梨県立山梨高等学校
- 山梨県立日川高等学校

### 中学
- 山梨北中学校
- 山梨南中学校
- 笛川中学校

### 山梨市市立
- 加納岩小学校
- 岩手小学校
- 後屋敷小学校
- 山梨小学校
- 日下部小学校
- 日川小学校
- 八幡小学校
- 笛川小学校
- 笛川小学校柳平分校（已於2007年廢校，過去曾是全日本海拔最高的小學。）

## 旅遊景點
- 清白寺（日语：清白寺）
- 山梨縣笛吹川水果公園

## 知名人物
- 根津嘉一郎（日语：根津嘉一郎），初代東武鐵道社長
- 松本哲也，職業棒球選手
- 小島正幸，動畫導演
- 仲田步夢，女子足球運動員

## 外部連結
- 山梨市ホームページ （页面存档备份，存于）
- 山梨市商工会
- 山梨市観光協会WEBサイト （页面存档备份，存于）